# Heinrich Wilhelm Teichgräber

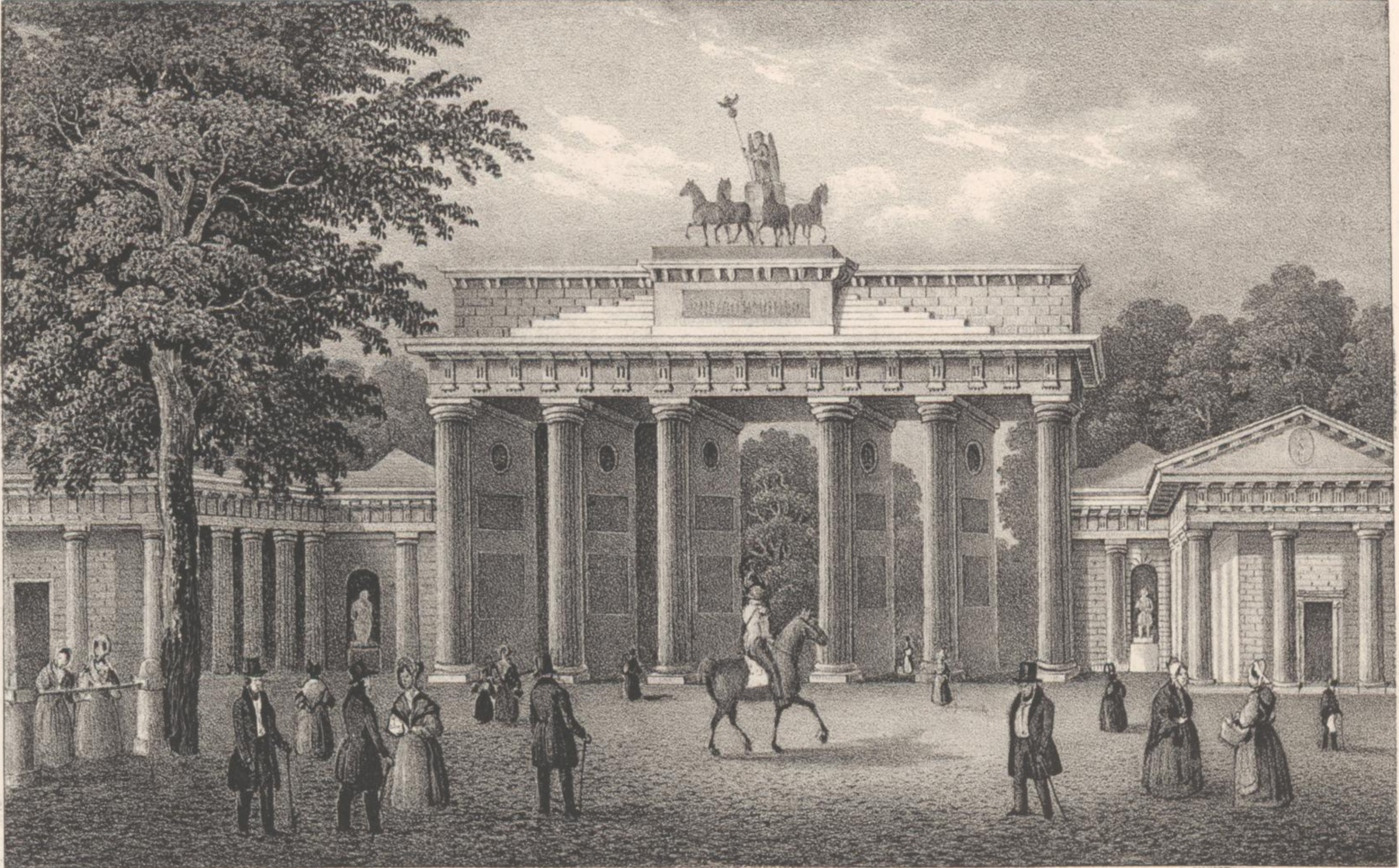
Das Brandenburger Tor 1842

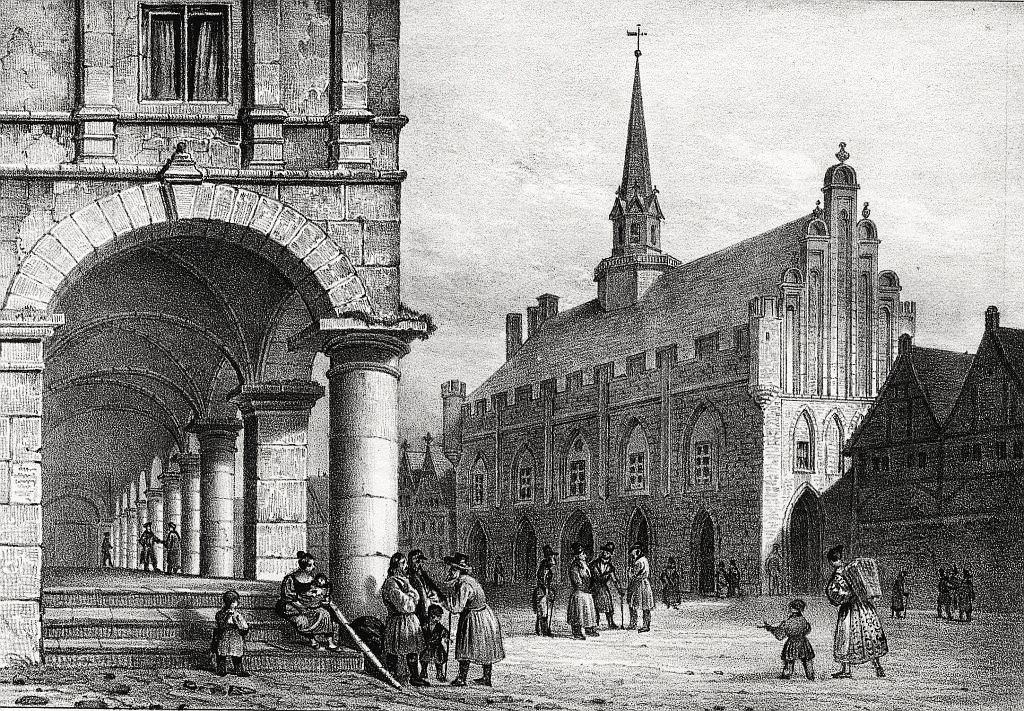
Das Rathaus zu Marienburg 1839

Heinrich Wilhelm Teichgräber (* 3. April 1809 in Oschatz; † 2. April 1848 in Dresden) war ein deutscher Lithograf und Künstler.

## Leben
Von 1824 bis 1828 war er Schüler an der Dresdener Akademie. Seit ca. 1831 bis zu seinem Tode arbeitete er als Zeichenlehrer und Steinzeichner in Dresden.